# Sugár Gyula (festő)
Sugár Gyula (Dunaföldvár, 1924. augusztus 2. –  Budapest, 1991. június 25.) magyar festőművész.

## Életrajza
A kalocsai tanítóképzőben érettségizett 1943-ban. A Képzőművészeti Főiskolát az 1944/45-ös tanévben kezdte meg, mesterei: Bernáth Aurél és Domanovszky Endre. Tanulmányai során, 1947-ben ösztöndíjasként hosszabb időt tölt Olaszországban. Bortnyik Sándor rektorsága alatt újból le kellett diplomáznia, 1951-ben végzett. Ezt követően egy ideig Rabinovszky Máriusz tanársegédje a főiskola művészettörténeti tanszékén. A "Négyesfogat" néven ismert művésztársaság tagja Jánossy Ferenccel, Nuridsány Zoltánnal és Orosz Gellérttel. 1949-ben már közösen állítanak ki a Fényes Adolf teremben.  "A négyesfogat nekiiramodott, de a szocreál megállította." jellemzi pályakezdésüket Frank János Új Művészet-beli cikkében (1992/1), majd így folytatja a festőbarát méltatását: „Játszom a gondolattal, mi lett volna, ha Sugár, a maga idejében, főiskolai festő-tanárként működik: ennek a sziporkázó egyéniségnek a kisujjában volt minden fortély, titok.”
1947-ben Rómában mutatkozott be először kiállításon, majd rendszeresen kiállított a hazai csoportos tárlatokon. Az 50-es és 60-as évektől városképeket festett, majd csendéleteket. Az évtized végén a görög-római mitológia felé fordult érdeklődése: alakjai különféle emberi archetípusokat jelenítettek meg. A 70-es évektől különös, hibrid lények - pl. egy hattyú, egy férfi és egy nő részeiből összegyúrt teremtmény - népesítik be kompozícióit. Képein a kor jellegzetes alakjai bukkannak fel expresszív torzulásokat mutatva, csendes szürrealizmusba ágyazottan, sokszor a képbe írt szövegek környezetében. A modernség álarca mögül előtörő démoni jegyek minden ijesztősségük ellenére is kapnak valamiféle ironikus jelleget, szkeptikus felhangot, talán éppen a látvány korhoz kötöttsége által. Ezekből a töredék-szerű részletekből összeállított lények mellé néhány rejtélyes értelmű feliratot, mozaikszavakhoz hasonló betűkombinációt festett képeire. Ezek a csapongó fantáziájú, de szorongásos hangulatú festmények alkotják életművének legjelentősebb műcsoportját. Olajképein kívül nagyszámú akvarellt készített, és grafikai termése is jelentékeny. Sokszínű művész volt. Foglalkozott fotómontázzsal, alkotott plasztikákat, mobilokat és gobelin-terveket is.
A hivatalos művészeti közélet helyett inkább a baráti és családi kört választja, 1949 óta barátai közt tudhatja például Mándy Ivánt, akinek írói világával festészete több ponton is rokonságot mutat.
Topor Tünde [kiegészítve]

## Díjak
- 1973. a Képcsarnok pályázatának III. díja.
- 1974. egri Akvarell Biennálé I. díja
- 1975. Ezüstgerely-díj
- 1976. A Kulturális Minisztérium különdíja, Debrecen megyei jogú város tanácsának díja.

## Kiállításai

### Önálló kiállításai
- 1949 Fényes Adolf Terem, Budapest [Jánossy Ferenccel, Nuridsány Zoltánnal, Orosz Gellérttel]
- 1962 Fényes Adolf Terem, Budapest
- 1969 Csók István Galéria, Budapest
- 1971 Képcsarnok, Szeged
- 1973 Galerie Jülich, Düsseldorf
- 1976 Műcsarnok, kamaraterem, Budapest
- ........ Egry Terem, Nagykanizsa
- 1979 Képcsarnok, Pécs
- 1981 Béri Balogh Ádám Múzeum, Szekszárd
- ........ Boglárlelle
- 1983 Csók István Galéria, Budapest
- 1988 Szekszárd
- 1988 Mítoszok és démonok, újpesti Mini Galéria
- 1993 Mítoszok és démonok, Budapest Galéria, Budapest (katalógus)
- 2005 Fény, de nem vakít, Deák Erika Galéria, Budapest

### Válogatott csoportos kiállítások
- Magyar Képzőművészeti Kiállítások (Műcsarnok)
- Egri Akverellbiennálék
- Balatoni Nyári Tárlatok (Balatoni Múzeum, Keszthely
- 1947 via Margutta, Róma
- 1949 Magyar Ifjúsági Képzőművészeti Kiállítás, Fővárosi Képtár, Budapest
- 1964 Dolgozó emberek között, Ernst Múzeum, Budapest
- 1971 Vadászati világkiállítás, Műcsarnok, Budapest
- 1973 Kortárs festők Budapestről, Csontváry Terem, Pécs
- 1979 Nemzetközi Művészeti Vásár, Basel
- 1983 Hungarian Graphics, New Orleans
- 2002 Sugár család, 2B Galéria, Budapest
- 2007 Látomásos realizmus, Budapest Galéria
- 2008 Műgyűjtők Éjszakája: Sugár Gyula kiállítása, Körmendi Galéria, Falk Miksa utca
- 2013 Álom ébren - Reverie, kiállítás a Magyar Pszichoanalitikus Egyesület megalakulásának 100. évfordulójára, 2B Galéria, Budapest